# Abraham Oyanedel Urrutia

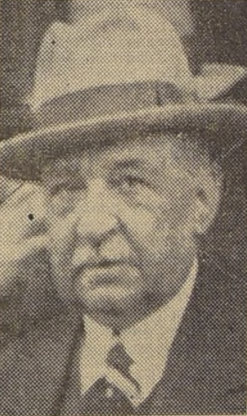
Abraham Oyanedel (um 1932)

Abraham Oyanedel Urrutia (* 25. Mai 1874 in Liceo de Copiapó bei Puerto Montt; † 28. Januar 1954) war ein chilenischer Politiker. Er diente übergangsweise 1932 als amtierender Präsident seines Landes.

## Leben
Oyanedel studierte nach der Schule Rechtswissenschaft an der Universidad de Chile in Santiago de Chile, die er 1897 mit dem Anwaltsexamen verließ, um als Staatsanwalt zu arbeiten. Schon vorher hatte er 1891 als Soldat am Aufstand gegen Präsident José Manuel Balmaceda teilgenommen.
1927 wurde er ans Oberste Gericht Chiles berufen, dessen Vorsitz er 1932 übernahm. In dieser Funktion übergab ihm General Bartolomeo Blanche Espejo am 2. Oktober 1932 das Amt des Vizepräsidenten, bevor er selbst zurücktrat. Damit war Abraham Oyanedel amtierender Präsident Chiles. Die wohl bedeutendste Tat während seiner kurzen Präsidentschaft bestand darin, am 30. Oktober 1932 Präsidentschaftswahlen abzuhalten und sein Amt am 24. Dezember 1932 dem siegreichen Arturo Alessandri Palma zu übergeben.
Über sein Leben nach der Amtsübergabe an Alessandri ist wenig bekannt.
| Personendaten    | Personendaten                     |
| ---------------- | --------------------------------- |
| NAME             | Oyanedel Urrutia, Abraham         |
| KURZBESCHREIBUNG | chilenischer Politiker            |
| GEBURTSDATUM     | 25. Mai 1874                      |
| GEBURTSORT       | Liceo de Copiapó bei Puerto Montt |
| STERBEDATUM      | 28. Januar 1954                   |